# Mi rival
Mi rival é uma telenovela mexicana, produzida pela Televisa e exibida em 1973 pelo El Canal de las Estrellas. Livremente inspirada na telenovela brasileira A Ilha dos Sonhos Perdidos .

## Elenco
- Saby Kamalich .... María Elena
- Enrique Álvarez Félix .... Jorge
- Carlos Bracho .... Gonzalo
- Lupita Lara .... Elenita
- Sara García .... Chayo
- Cuco Sánchez .... Cuco
- Aarón Hernán .... Anselmo
- Rosanelda Aguirre
- Olga Breeskin .... Olga
- Lola Beltrán .... Lola
- Atilio Marinelli
- Guillermo Álvarez Bianchi
- Ana Lilia Tovar .... Diana
- Eric del Castillo
- Silvia Pasquel .... Maritza
- Karina Duprez
- Juan Diego Viña
- Alejandro Ciangherotti
- María Teresa Rivas
- Margarita Cortés
- Pedro Damián .... Daniel
- Leticia Perdigón
- Arturo Benavides .... Genaro
- María Rojo .... Rosenda